# Asano Yoshinaga
Pour les articles homonymes, voir Asano.
Asano Yoshinaga (浅野幸長, 1576-9 octobre 1613) est un daimyo et samouraï japonais de la fin de l'époque Sengoku et du début de l'époque d'Edo. Il est membre du clan Asano.
Fils ainé de Asano Nagamasa, Yoshinaga est né à Odani, dans le district Asai de la province d'Ōmi en 1576.
Il se range aux côtés de Ieyasu Tokugawa lors de la bataille de Sekigahara et amène avec lui plus de 6 500 hommes.